# Portugalsko na Letních olympijských hrách 1976
Portugalsko se účastnilo Letní olympiády 1976 v kanadském Montréalu. Zastupovalo ho 19 mužů v 6 sportech.

## Medailisté
| Medaile | Jméno                 | Sport             | Soutěž               |
| ------- | --------------------- | ----------------- | -------------------- |
| Stříbro | Carlos Lopes          | Atletika          | Muži běh na 10 000 m |
| Stříbro | Armando Silva Marques | Sportovní střelba | muži trap            |